# Port lotniczy Edward Bodden
Port lotniczy Edward Bodden – trzeci co do wielkości port lotniczy Kajmanów, zlokalizowany na wyspie Mały Kajman.

## Linie lotnicze i połączenia
| Linia lotnicza         | Kierunek                           |
| ---------------------- | ---------------------------------- |
| Cayman Airways Express | 1. / Cayman Brac 2. / Grand Cayman |